# 京都バス高野営業所

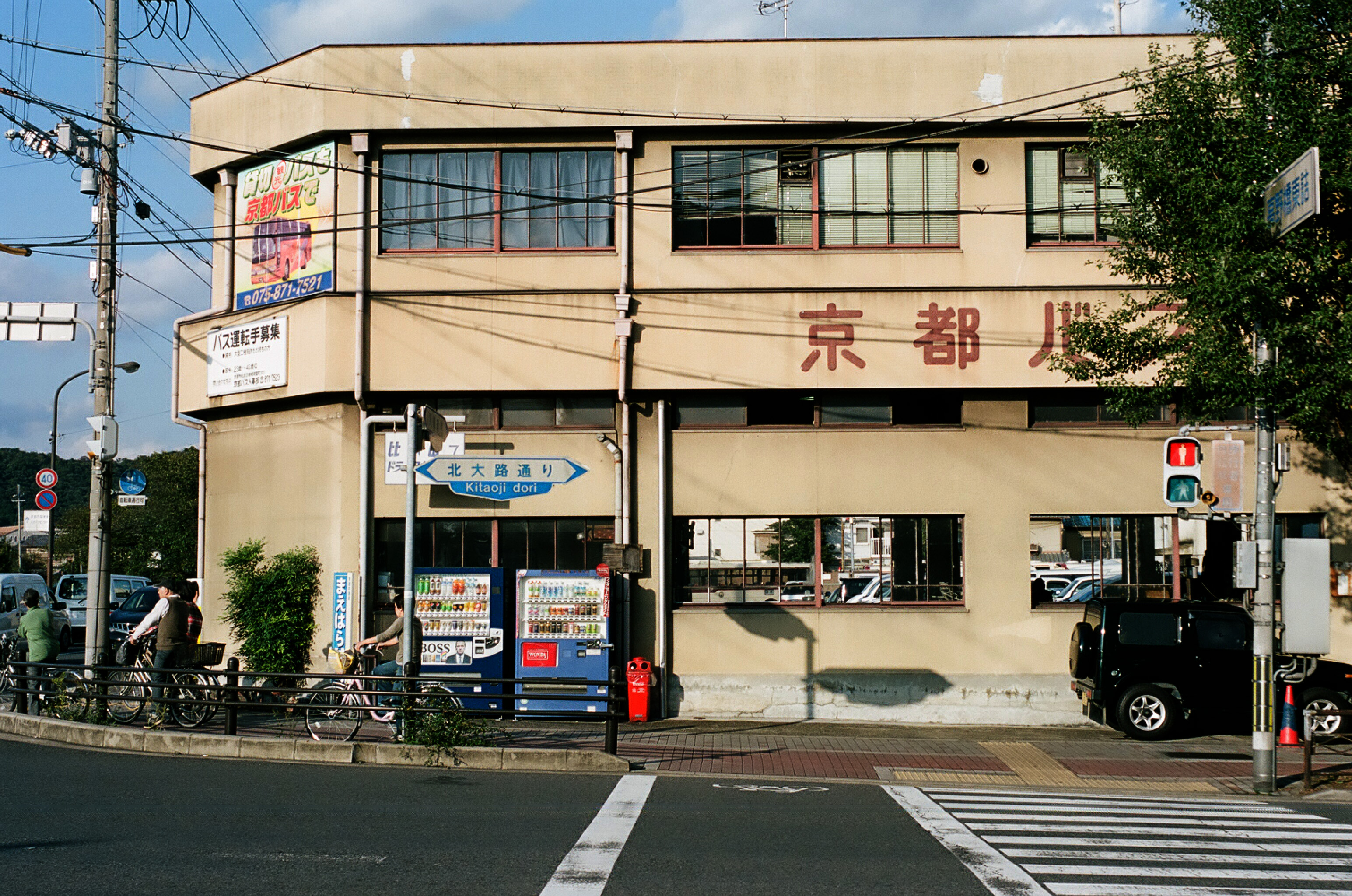
北大路通りに面している京都バス高野営業所（2011年10月）

京都バス高野営業所（きょうとバスたかのえいぎょうしょ）は、京都市左京区高野竹屋町にある京都バスの営業所である。主に洛北地域を管轄している。

## 沿革
- 1951年12月：本社が当所に移転設置される[1]。
- 1965年12月：本社が京都市中京区壬生賀陽御所町3-20（京福電鉄本社内）へ移転される。
- 1976年3月：高野営業所管轄路線に系統番号が設定される。
- 1997年6月4日：京都市営地下鉄烏丸線延伸にともなう京都市営バスの路線再編により、京都市交通局が岩倉・大原地区で運行していた路線の移管を受ける[2]。
- 2016年3月19日：岩倉南部・修学院地域に均一運賃区間が拡大される[3]。
- 2019年3月16日：岩倉北部・市原地域に均一運賃区間が拡大される[4]。
- 2023年5月：営業所・車両整備工場の建替えが完了する[5]。

## 現行路線
戦前の洛北自動車、鞍馬自動車の流れを汲む洛北地区の路線のほか、1997年6月の京都市営地下鉄烏丸線国際会館駅延伸以降は京都市営バス（以下「市営バス」）から岩倉（国際会館駅以北）・大原発着路線の移管を受け、市営バスを代替する系統が運転されている。地下鉄烏丸線の延伸や、岩倉と上賀茂を結ぶ都市計画道路幡枝葵森線の開通といった周辺環境の変化により、徐々に国際会館駅のターミナル機能が強化されている。
上述の経緯から、同地区にまたがる路線では京都市が発行する各種優待乗車証が使用可能である。一方、花背線・静市線など従来から京都バスが運営する路線では同様の乗車証が使用できない。また、大原以北および市原以北では「地下鉄・バス一日券」の利用ができないなど、路線ごとに扱いが異なる。
なお、比叡山線は高野営業所の方が路線に近いものの、本路線は京都バス担当の全便が嵐山営業所の管轄であるため、高野営業所の車両や乗務員による運行はされない。
路線名は、かつてホームページなどでも用いられていたが、2025年現在、旅客案内上は系統番号のみ使用されている。

### 比良線

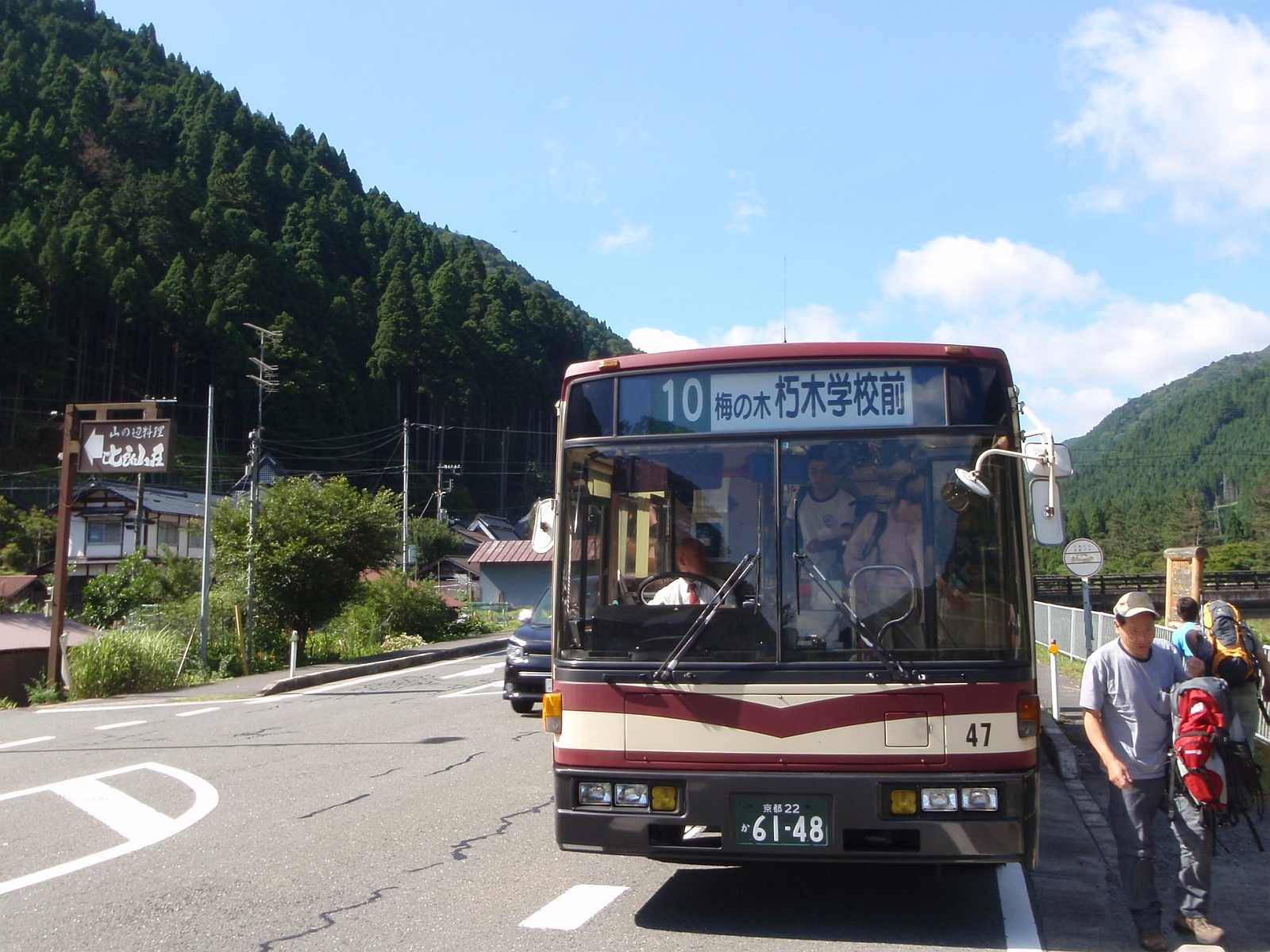
坊村バス停

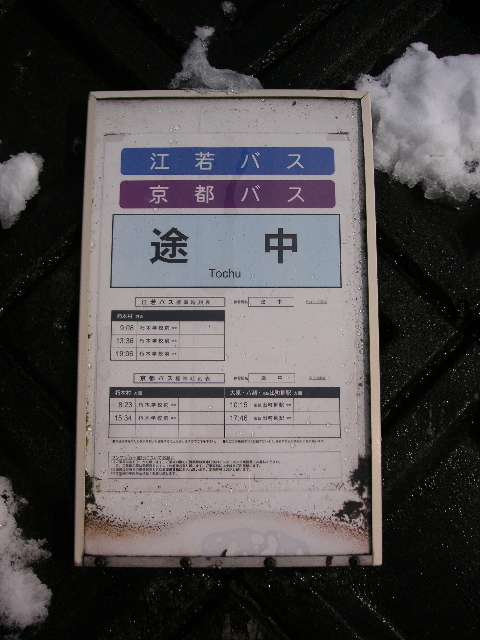
「途中」バス停

- 10：出町柳駅前 - 高野車庫 - 宝ヶ池 - （八瀬バイパス） - 大原 - （古知谷バイパス） - 途中 - 坊村 - 葛川梅の木 - 朽木大野 - 朽木学校前（土曜・休日運行・冬期運休）
- 沿革
  - 1960年7月：運行開始。
  - 1976年現在：三条京阪南口 - 葛川梅の木で11系統を運行[7]。
  - 1997年6月4日：八瀬遊園 - 八瀬大橋間、大原 - 小出石間をバイパス経由に変更する[8]。
  - 1997年10月17日：葛川梅の木 - 朽木学校前を延伸した10系統の運行を開始[9]。

京都市左京区の出町柳駅前から川端通・国道367号で八瀬・大原を経由して、滋賀県高島市朽木の「朽木学校前」に至る路線である。1960年7月に従来から保持していた途中までの路線と、新たに取得した途中 - 葛川梅の木の路線免許を利用し運行開始した。1997年10月16日に、出町柳駅前 - 葛川梅の木の路線（11系統）を朽木学校前まで延伸して現行の路線になった。坊村バス停より葛川明王院、朽木学校前バス停より朽木温泉および道の駅くつき新本陣（朽木朝市）へアクセス可能である。
51系統と同じく京都市内を離れて滋賀県内まで運行する路線である。1997年6月のダイヤ改正以降、同区間を走る小出石線や大原線と異なり八瀬バイパス、大原バイパスを経由するようになった。なお、当社の営業路線では運行距離がもっとも長い。
路線内には珍名としてテレビ番組でも取り上げられた途中バス停（大津市）があり、ここから朽木方面は江若交通堅田葛川線と同じ経路をとっている（バス停も、途中より同社と共同利用）。終点の朽木学校前バス停は、高島市街にあるJR湖西線安曇川駅方面からの江若交通路線のターミナルとなっている。
毎年3月16日から12月15日までの土曜・休日および8月14日から16日に1日1往復運行される。かつては毎日運行されていたが、滋賀県高島市からの運行受託金が廃止されたため、2011年4月1日から土曜・休日のみの運行となった。2019年3月16日のダイヤ改正で1日2往復から1往復に減便されたほか、「葛川学校前」バス停が廃止されたため、高野車庫から北は全線国道367号の現道に沿って走る。
以下、大原線も同じく花園橋以南は均一運賃区間となっている。

### 大原線
- 運行中の路線（2025年3月31日現在）
  - 特16：四条河原町（←河原町三条・四条京阪前→）三条京阪前 - 出町柳駅前 - 高野車庫 - 宝ヶ池 - 国際会館駅前 - 八瀬駅前 - 大原
  - 17：京都駅前 - 四条烏丸 - 四条河原町 - 三条京阪前 - （川端通） - 出町柳駅前 - 高野車庫 - 宝ヶ池 - 八瀬駅前 - 大原
  - 特17：京都駅前 - （17系統） - 宝ヶ池 - 国際会館駅前 - 八瀬駅前 - 大原
  - 18：大原 → 八瀬駅前 → 宝ヶ池 → 修学院道 → 一乗寺下り松町 → 銀閣寺道 → 百万遍 → 東山七条 → 京都駅前（休日1回）
  - 特急大原：京都駅前 → （烏丸通・北大路通・狐坂） → 国際会館駅前 → 八瀬駅前 → 大原（11月の最繁忙期のみ運行）[12]
  - 庫：高野車庫 → 高野玉岡町 → 修学院道 → 花園橋 → 国際会館駅前 → 花園橋 → 八瀬駅前 → 大原（1日1回）
- 過去の路線
  - 15：京都駅前 → 四条烏丸 → 四条河原町 → 三条京阪前 → （川端通） → 出町柳駅前 → 高野車庫（休日1回）
  - 16：四条河原町（←河原町三条・四条京阪前→）三条京阪前 - 出町柳駅前 - 高野車庫 - 宝ヶ池 - 八瀬駅前 - 大原
  - 庫：高野車庫 → 一乗寺下り松町 → 修学院道 → 宝ヶ池 → 八瀬駅前 → 大原
  - 庫：高野車庫 → 高野玉岡町 → 宝ヶ池 → 八瀬駅前 → 寂光院道 → 大原

- 沿革
  - 1922年6月：京都バスの前身である洛北自動車が出町橋 - 三宅八幡宮の運行を開始[1]。
  - 昭和10年代：京都バスの前身である鞍馬自動車が、出町 - 三宅八幡、八瀬 - 大原・途中を運行[13]。
  - 1946年11月末：京都バスが発足し、大原・途中線として八瀬 - 大原 - 途中を運行[13]。
  - 1948年10月：三条京阪 - 八瀬を延伸。
  - 1950年7月：四条大宮 - 三条京阪を延伸。
  - 1959年1月：大原線2号系統として、出町柳 -（東大路通）- 京都駅を運行開始（後の18系統）。
  - 1963年8月：大原線1号系統を古知谷から小出石まで延伸。
  - 1981年5月：17系統の始発を四条大宮から京都駅に変更。
  - 2001年12月10日：叡電八瀬駅への乗り入れを廃止する。
  - 2002年6月16日：18系統で経路変更を行い、百万遍 - 出町柳駅前 - 高野橋東詰 - 宝ヶ池の経路から、百万遍 - 銀閣寺道 - 一乗寺下り松町 - 修学院道 - 宝ヶ池の経路に変更する[1]。
  - 2013年3月30日：一乗寺下り松町経由の出庫系統を春分の日のみの運行とする。
  - 2017年3月18日：16系統の四条河原町付近での一方循環方向を反転すると共に、土曜休日ダイヤに高野車庫から高野玉岡町・修学院道経由の出庫系統を新設する。
  - 2018年3月17日：土曜・休日ダイヤで京都駅と高野車庫を結ぶ15系統を新設する。昼間時間帯の17系統を1時間3本から2本に減便する[14]。
  - 2019年3月16日：15系統を高野車庫から国際会館駅前まで延伸する[11]。
  - 2020年3月20日：国際会館駅前を経由する特16系統を新設し、16系統の夕方以降の便(一部を除く)を置き換える。
  - 2021年3月20日：特17系統を新設し、京都駅からの最終便を国際会館駅前経由とする。国際会館駅前を発着する15系統の運行を取りやめる。18系統を土曜から休日運行に変更する[15]。
  - 2022年3月19日：京都駅前から烏丸通・北大路通・川端通を経由して八瀬駅前・大原のみ停車する「特急大原号」を新設する（最繁忙期のみ運行）[16]。春分の日のみ運行していた寂光院道経由の路線を廃止する[17]。
  - 2023年3月27日：特急大原号を烏丸通・北大路通・狐坂経由にし国際会館駅前を停車バス停に加える[12]。
  - 2024年3月20日：16系統の運転を止め、全て特16系統に変更する[18]。17系統の平日昼間運行便のうち毎時1本を特17系統に変更する[19]。18系統は京都駅行きのみの運行に変更する。
  - 2025年3月1日：春分の日のみ運行の一乗寺下り松町経由便を休止する[20]。
  - 2025年3月31日：京都駅前 - 高野車庫を運行していた15系統の運転を止める[21]。

当路線においては17系統が主要な系統となっており、16系統はその区間便という位置づけである（三条京阪付近で一部ルートが異なる）。
17系統は京都駅を、16号系統は四条河原町を始点に市内中心部を走り、三条京阪からは川端通・国道367号を走行し、八瀬や大原に至る路線である。
また、18系統は七条通・東大路通（東山通）・今出川通・白川通・国道367号を経て八瀬・大原に至る路線である。清水寺・祇園・銀閣寺といった京都東山における観光地が多く存在する地域を走行する。
1989年10月5日の京阪鴨東線開業までは、三条京阪から叡山電鉄（叡電）出町柳駅への連絡利便性を図るため当社バス路線の限定で「リレーバス」と称していたことがあり、三条京阪を経由しない18系統と出入庫系統を除きこのバスと叡電との乗継割引もあった。
ダイヤは17系統が毎日運転で1時間に2本程度。16系統は朝夕と夜間に運行され、18系統は休日1本のみ設定されている。

### 小出石線
- 19：国際会館駅前 - 花園橋 - 八瀬駅前 - 大原 - 古知谷（片道のみ） - 小出石
  - ここでは、前身となる市営バスの62号系統および北6号系統を含めて取り上げる。
  - 1965年3月31日現在：市営バス62号系統：五条車庫前 - 烏丸五条 - 烏丸御池 - （御池通） - 河原町二条 - （河原町通） - 市電洛北高校前 - 高野橋東詰 - 修学院駅前 - 花園橋 - 八瀬遊園地 - 大原 が運行されていた。
  - 1970年4月1日現在：市営バス62号系統：四条烏丸市バスセンター - 烏丸御池 - （御池通） - 河原町二条 - （河原町通） - 市電洛北高校前 - 高野橋東詰 - 修学院駅前 - 花園橋 - 八瀬遊園地 - 大原 が運行されていた。
  - 1976年現在：京都バスで以下の路線が運行されていた[7]。
    - 12：三条京阪南口 - （川端通） - 途中
    - 13：四条大宮 - 四条河原町 - 三条河原町 - 三条京阪前 - （川端通） - 途中
    - 14：三条京阪南口 - （川端通） - 小出石
    - 15：四条大宮 - 四条河原町 - 三条河原町 - 三条京阪前 - （川端通） - 小出石
    - 16：三条京阪南口 - （川端通） - 大原

  - 1981年5月29日：市営バス62号系統が京都市営地下鉄烏丸線京都駅 - 北大路駅間開業に伴い、区間短縮の上で市バス北6号系統に改称（北大路バスターミナル - 洛北高校前 - 高野橋東詰 - 修学院駅前 - 花園橋 - 八瀬遊園地 - 大原）
  - 1990年1月：途中線（北大路駅 - 途中）を廃止する。北大路バスターミナル発着の小出石線を新設する[1]。
  - 1997年6月3日：市営バス北6号系統が地下鉄烏丸線の国際会館駅延伸に伴い、廃止される。
  - 1997年6月4日：以下の路線を新設する[8]。
    - 13系統：北大路バスターミナル - 高野橋東詰 - 高野泉町 - 花園橋 - 大原 - 小出石
    - 15系統：北大路バスターミナル - 高野橋東詰 - 高野泉町 - 花園橋 - 大原
    - 19系統：国際会館駅前 - （宝ヶ池公園北口 →） - 花園橋 - 大原（大原からの初発便のみ一条山まで延長運転）

  - 2001年12月10日：叡電八瀬駅への乗り入れを廃止する。
  - 2002年6月16日：以下の路線を廃止し、19系統と統合する（小出石線全体において北大路バスターミナル - 国際会館駅または花園橋間を短縮する）[1]。

    1. 11系統：北大路バスターミナル - 国際会館駅 - 花園橋 - 八瀬 - 大原
    2. 12系統：北大路バスターミナル - 国際会館駅 - 花園橋 - 八瀬 - 大原 - 小出石
    3. 13系統：北大路バスターミナル - 洛北高校前 - 高野車庫前 - 高野玉岡町 - 修学院駅前 - 花園橋 - 大原
    4. 14系統：北大路バスターミナル - 洛北高校前 - 高野 - 一乗寺地蔵本町 - 一乗寺木ノ本町 - 花園橋 - 大原 - 小出石

  - 2007年2月17日：一条山行を廃止する。
  - 2017年3月18日：昼間時間帯に小出石を発着する一部便を大原 - 小出石の区間便に変更する[23]。
  - 2022年3月19日：小出石 - 公民館前を廃止し、小出石新橋を経由する一方循環ルートに変更する[17]。大原バイパスを経由する便を廃止[24][16]。
  - 2024年3月20日：大原 - 小出石間で往復ともに旧道を経由するルートから、午前便の小出石行き、午後便の大原行きが大原バイパスを経由するルートに変更する[19]。大原 - 小出石の区間便を廃止。

国際会館駅前から、白川通・国道367号を経て八瀬・大原、更に左京区北西部の集落である古知谷・小出石に至る路線である。大原 - 小出石で国道367号のバイパスが併走する区間は旧道を経由していたが、2024年3月のダイヤ改正以降は時間帯により往路か復路のいずれかがバイパスを経由するようになった。大原 - 小出石の旧道運行部分は自由乗降区間となっている。
本路線は、慢性的に渋滞の激しい市内中心部を走行していないため、比較的定時性が保たれている。そのため、市内中心部から市営地下鉄烏丸線や叡電本線を乗り継いで大原方面に向かうルートの中で所要時間が最短となっている。また、大原以遠での積雪時は大原で車両交換を行い、大原 - 小出石を区間運行としてマイクロバスでの運行を行う場合がある。
2007年2月までは1日片道1本だけ大原から国際会館駅を経由して一条山まで運行する便があったが、現在は廃止されている。
国際会館駅前-花園橋間は均一運賃区間扱いとなっている。

### 岩倉線
- 運行中の路線（2025年3月31日現在）

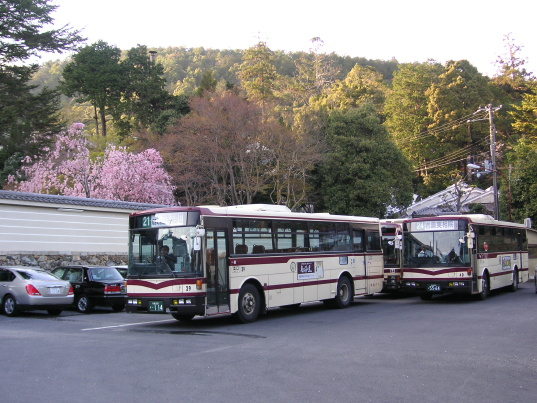
岩倉実相院バス停（操車場）

  - 41：四条河原町 - （←河原町通・川端通→） - 出町柳駅前 - 高野車庫 - 宝ヶ池 - 長谷別れ - 岩倉中町 - 岩倉村松
  - 43：四条河原町 → 三条京阪前 →（河原町通）→ 出町柳駅前 → 高野車庫 → 宝ヶ池 → 長谷別れ → 岩倉中町 → 岩倉村松
- 過去の路線
  - 21：四条河原町 - （←河原町通・川端通→） - 出町柳駅前 - 高野車庫 - 宝ヶ池 - 長谷別れ - 岩倉実相院
  - 22：岩倉実相院 → 岩倉下在地町 → 国際会館駅前 → 宝ヶ池 → 高野車庫 → 出町柳駅前 →（河原町通）→ 四条河原町
  - 23：四条河原町 → 三条京阪前 →（河原町通）→ 出町柳駅前 → 高野車庫 → 宝ヶ池 → 長谷別れ → 岩倉実相院
  - 庫：四条河原町 → 河原町丸太町 → 川端丸太町 → 出町柳駅前 → 高野車庫（2022年3月19日廃止[24][16]）

- 沿革
  - 昭和10年代：京都バスの前身である鞍馬自動車が、出町 - 岩倉を運行（後に戦争の影響で休止）[13]。
  - 1952年6月：岩倉線として花園橋 - 実相院を再開。
  - 1956年3月：岩倉駅線（岩倉駅 - 実相院）を開設[1]。
  - 1969年1月：岩倉駅線休止（同年12月廃止）。
  - 2002年6月16日：岩倉線の河原町丸太町 - 出町柳駅間を川端通経由から河原町通経由に変更する。
  - 2018年3月17日：岩倉実相院発着便の一部を岩倉村松発着に変更し、岩倉村松発着が1時間に3本、岩倉実相院発着が1時間に1本の運行に変更する[14]。
  - 2021年3月20日：岩倉実相院発着便のうち10～12便をさらに岩倉村松発着に変更する。岩倉実相院から国際会館駅前を経由して四条河原町へ至る22系統を新設する[15]。
  - 2024年3月20日：岩倉実相院発着便（21・22・23系統）を廃止する[19]。

大原線が全時間帯において川端通を通るのに対し、岩倉線は四条河原町から河原町今出川まで河原町通を経由する便が主流となっている。また、出町柳駅から花園橋までは比良線・大原線と同じ経路をとる。
運行経路は、以前は岩倉実相院発着と岩倉村松発着が交互に運転されていたが、2018年のダイヤ改正以降岩倉村松発着の割合が高まり、2024年のダイヤ改正で岩倉実相院発着便は廃止され全て岩倉村松発着となった。日中（午前9時以降）は四条河原町 - 出町柳駅前で河原町通を経由し、四条河原町行きが41系統、岩倉村松行きが43系統と往復で系統番号が異なる。始発から午前9時までの岩倉村松行きのみ川端通経由の41系統が運行される。以前は三条京阪前発着ではなく、四条大宮から発着していた時期もあった。
2019年3月から均一運賃区間内となっている。

### 岩倉新線
- 運行中の路線（2025年3月31日現在）
  - 24：国際会館駅前 - 長谷別れ - 岩倉実相院
  - 26：国際会館駅前 - 長谷別れ - 岩倉中町 - 岩倉村松
  - 国際会館駅前 - 岩倉下在地町 - 岩倉実相院
- 過去の路線
  - 25：岩倉実相院 – 長谷別れ - 国際会館駅前 - 妙満寺 - 木野駅前 - 十王堂橋 - 岩倉村松
  - 29：北大路バスターミナル - 洛北高校前 - 宝ヶ池球技場前 - 国立京都国際会館前 - 国際会館駅前 - 長谷別れ - 岩倉実相院
  - 国際会館駅前 - 岩倉下在地町 - 岩倉村松

- 沿革
  - ここでは、24号系統の前身となった市営バス72号系統および北4号系統を含めて取り上げる。
  - 1970年4月1日現在：市営バス72号系統：四条烏丸 - 烏丸御池 - 河原町二条 - 下鴨神社前 - 野々神町 - （狐坂） - 国立京都国際会館前 - 花園町 - 岩倉実相院
  - 1973年4月1日現在：市営バス72号系統：四条烏丸市バスセンター - 烏丸御池 - 河原町二条 - 下鴨神社前 - 野々神町 - （狐坂） - 国立京都国際会館前 - 花園町 - 岩倉実相院
  - 1981年5月29日：市営バス72号系統が京都市営地下鉄烏丸線京都駅 - 北大路駅間開業に伴い区間短縮し、市営バス北4号系統に改称（北大路バスターミナル - 洛北高校前 - 野々神町 - （狐坂） - 国立京都国際会館前 - 花園町 - 岩倉実相院。市営バスでは唯一、宝ヶ池トンネルを経由する系統でもあった）。
  - 1997年6月4日：地下鉄烏丸線の国際会館駅延伸に伴い、市営バス北4号系統が廃止される。京都バスが以下の系統を新設する[8]。当時は駅前広場が建設中のため循環経路をとっていた。
    - 24：岩倉実相院 - 岩倉下在地町 - 国際会館駅前 - 長谷別れ - 岩倉駅前 - 岩倉実相院
    - 25：岩倉実相院 – 長谷別れ - 国際会館駅前 - 妙満寺 - 木野駅前 - 十王堂橋 - 岩倉村松
    - 26：岩倉村松 - 岩倉下在地町 - 国際会館駅前 - 長谷別れ - 岩倉駅前 - 岩倉村松
    - 29：北大路バスターミナル - 洛北高校前 - 宝ヶ池球技場前 - 国立京都国際会館前 - 国際会館駅前 - 長谷別れ - 岩倉実相院

  - 1997年12月：25・29系統を廃止[26]。
  - 2007年2月17日：27・28系統の廃止に伴い、24系統を終日運転に変更する。
  - 2013年3月30日：46系統の減便に伴い、26系統を終日運転に変更する。

#### 岩倉新線について
国際会館駅から岩倉方面への路線で、京都市営地下鉄烏丸線延伸に伴う市営バスの路線再編の際、その代替路線も含めてまずは24・26号系統が新設され、後に岩倉東線（29系統）も新設された。
24・26系統の一部は岩倉下在地町を経由する。
26系統は当初、朝夕のみの運行であったが、幡枝線が減便されてからは終日運行されている。また、岩倉駅前→岩倉村松を自由降車区間とする深夜バスが3本運行されていたが、2020年3月のダイヤ改正にあわせて同取り扱いを終了した。

### 高野岩倉出入庫線
- 運行中の路線（2025年3月31日現在）
  - 庫：国際会館駅前 - 宝ヶ池通 - 宝ヶ池公園前 - 松ヶ崎駅前 - 左京区総合庁舎前 - 左京区総合庁舎・京都工芸繊維大学前 - 高野玉岡町 - 高野車庫（休日1往復）
    - 2021年3月20日：北泉橋の開通にあわせ、高野玉岡町経由の系統が高野車庫行きのみ運行が開始された[15]。
    - 2021年12月5日：「左京区総合庁舎・京都工芸繊維大学前」の西行の停留所が新設されたことにより、国際会館駅前行きの運行が開始された。
- 過去の路線
  - 庫：国際会館駅前 → 宝ヶ池通 → 宝ヶ池公園前 → 松ヶ崎駅前 → 左京区総合庁舎前 → 高木町 → 高野車庫（休日1本）
    - 2017年3月18日：修学院駅前経由から左京区総合庁舎前経由に変更した上で、国際会館駅前行きの運行を中止。
    - 2023年3月27日：路線廃止[16][12]。

  - 庫：高野車庫 → 修学院駅前 → 前萩町 → 博愛会病院前 → 幡枝 → 国際会館駅前
    - 1997年6月4日：路線新設[8]。
    - 2018年3月17日：国際会館駅前 - 岩倉村松を短縮[28]。
    - 2025年3月1日：路線休止[20]。

2019年3月から全線均一運賃区間内。

### 花背線

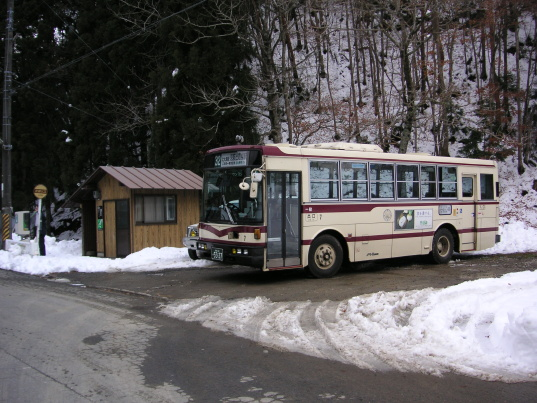
広河原バス停

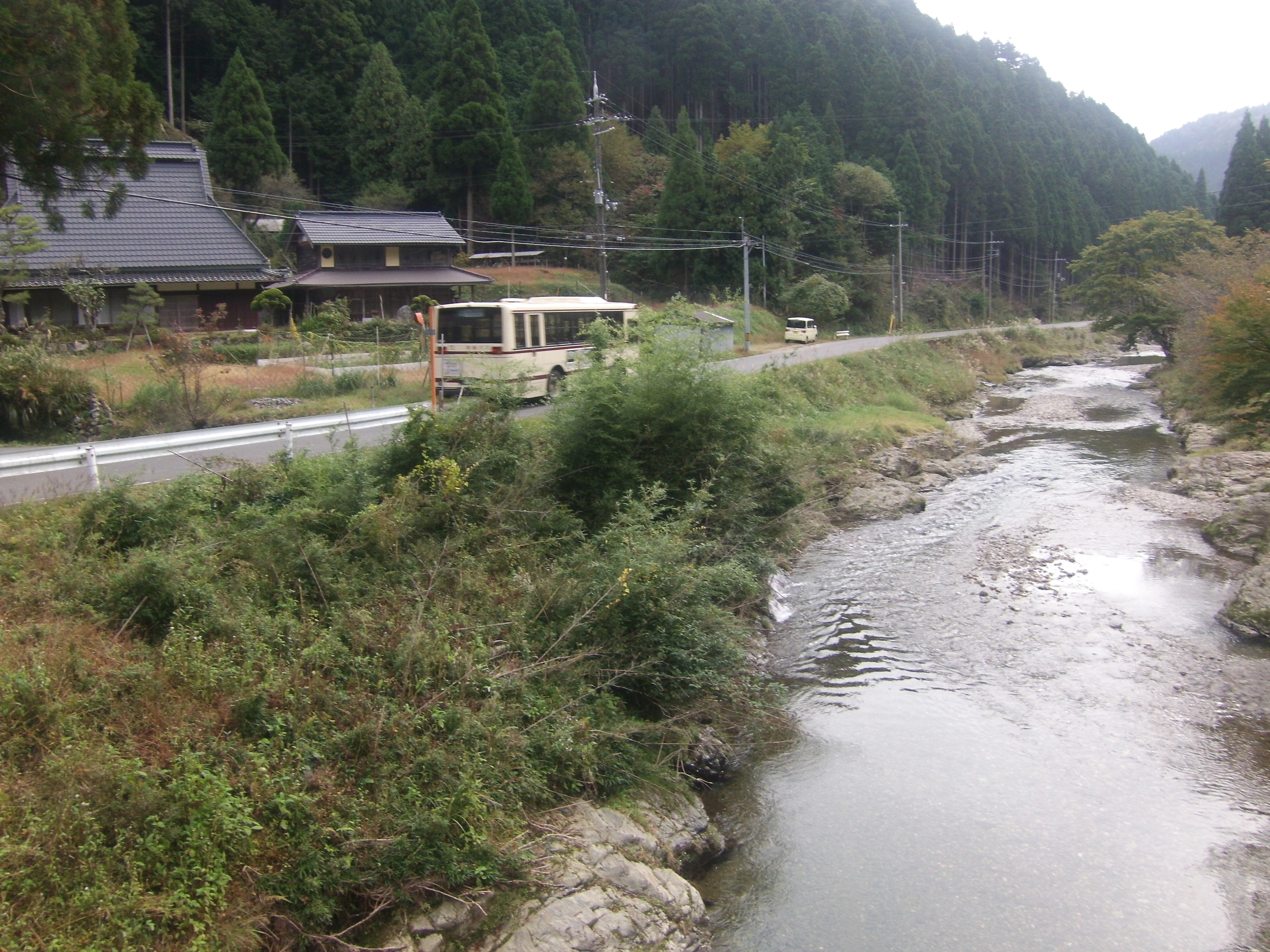
桂川源流と並行する府道38号線花脊界隈を走行

- 32：出町柳駅前 - 高野橋東詰 - 北大路駅前 - 北大路堀川 - 柊野別れ - 京都産業大学前 - 市原 - 鞍馬 - 花背峠 - 花背山の家前 - 大悲山口 - 広河原

- 沿革
  - 1934年：路線開設[29]。
  - 昭和10年代：京都バスの前身である鞍馬自動車が、植物園 - 鞍馬、鞍馬 - 上黒田を運行[13]。
  - 1946年11月末：京都バスが発足し、花背線として植物園 - 上黒田を運行。
  - 1948年10月：三条京阪まで延伸[1]。
  - 1952年3月：三条京阪 - 四条大宮を延伸。
  - 1953年5月：大布施 - 能見口を延伸。
  - 1957年12月：上黒田 - 丹波黒田を延伸。
  - 1959年3月：能見口 - 広河原を延伸。
  - 1965年7月：大布施 - 丹波黒田を休止（1969年11月廃止）。
  - 1969年1月：出町柳 - 高野橋西詰を川端通から下鴨東通経由に変更。
  - 1971年4月：尾花町 - 広河原を休止（1972年7月廃止）。
  - 1973年5月：出町柳 - 高野橋西詰を下鴨東通から川端通経由に変更。
  - 1983年10月：尾花町（旧・広河原） - （新）広河原を延伸。

出町柳駅と京都市左京区北端部の集落である広河原地区を結ぶ路線である。出町柳駅前 - 市原間は#静市線（加茂線）と同じ区間を走る。山間部の鞍馬温泉 - 広河原間は自由乗降区間となっている。
鞍馬温泉以北は典型的な過疎地域である。全体を通しての運行時間は約2時間。比良線に次いで運行距離が2番目に長い路線であるが、鞍馬温泉以北はほとんどが狭隘路であることもあり、運行時間は当路線が一番長い。2021年3月20日のダイヤ改正で、それまで3.5往復だったのを平日2往復、土曜・休日3往復（12月16日～3月15日の土曜・休日は2往復）に減便した。2024年3月20日のダイヤ改正では、土曜・休日に季節運行している1往復の運転を止め、1日2往復に減便した。
冬季（12月16日～3月15日）には、花背・広河原地域の積雪・凍結対応のためタイヤチェーン装着用の補助要員が添乗している。
下の静市線（加茂線）と同じく、市原以南は均一運賃区間内。

### 貴船線
- 運行中の路線（2025年3月31日現在）
  - 33：貴船口駅前 - 貴船
  - 特33：貴船口 → 貴船口駅前 → 貴船
- 過去の路線

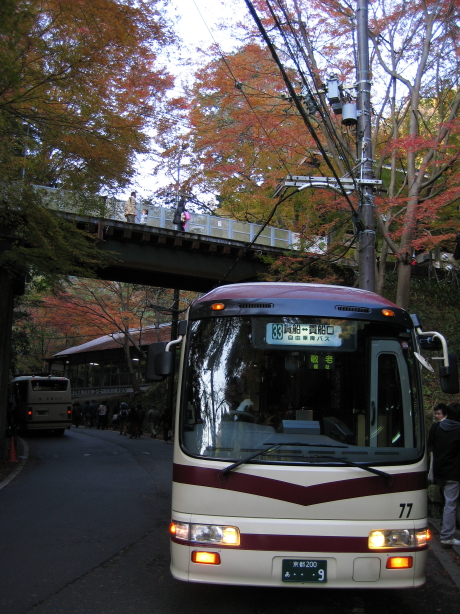
貴船線での運行の様子

  - 庫：貴船 → 貴船口駅前 → 市原 → 京都産業大学前 → 柊野別れ → 北大路堀川 → 北大路駅前 → 高野車庫（2022年3月19日廃止[24][16]）
- 沿革
  - 昭和10年代：京都バスの前身である鞍馬自動車が、梶取（現・貴船口）- 貴船 を運行（後に戦争の影響で休止）[13]。
  - 1952年6月：貴船線として運行再開[13]。
  - 2022年3月19日：貴船 → 高野車庫入庫便の運行を止め、貴船口 → 貴船の特33系統を運行開始[16]。

叡山電鉄貴船口駅から貴船バス停までを結ぶ路線である。1990年ごろまでは三条京阪へ直通していた。なお、貴船バス停は貴船神社まで徒歩10分、鞍馬寺方面への登山口までは徒歩5分程度である。かつては貴船口駅前 - 貴船が自由乗降区間だったが、2020年3月のダイヤ改正をもって廃止された。また、道路が狭隘であることからマイクロバスでの運行である。貴船行きの初便のみ、貴船口始発の特33系統として運行される。
ダイヤは叡山電鉄に接続する形で平日約20分毎・休日15分毎で運行が行われる。なお、11月は叡山電鉄と同様に臨時ダイヤで運行するほか、貴船地区でライトアップが行われる11月中旬から11月末には20時台まで臨時便が運行される。以前は春分の日から11月30日まで運行の路線であったが、現在は貴船の人気化に伴い通年運行されている。ただし、12月中旬から3月中旬までは終バスが1時間ほど早くなる。2018年のダイヤ改正で、高野車庫行の便は春分の日のみの運行とされた後、2022年のダイヤ改正で廃止。

### 静市線（加茂線）
- 34：（出町柳駅前 - 高野橋東詰 - ）北大路バスターミナル - 北大路堀川 - 柊野別れ - 京都産業大学前 - 市原 - 静原御旅町 - （← バイパス・静原 →）静原上の町
- 35：（出町柳駅前 - 高野橋東詰 - ）北大路バスターミナル - 北大路堀川 - 柊野別れ - 京都産業大学前 - 市原
- 快速35：出町柳駅前（← 高野橋東詰 ← 北大路バスターミナル・烏丸北大路 →）北大路堀川 - 柊野別れ - 京都産業大学前
- 54：国際会館駅前 - 一条山 - 二軒茶屋 - 市原 - 静原御旅町 - （← バイパス・静原 →）静原上の町
- 特54：国際会館駅前 - （54系統）- 市原 - 貴船口 - 静原御旅町 - （← バイパス・静原 →）静原上の町

34・35系統のうち朝晩の一部便は川島織物セルコンを経由する。
- 沿革
  - 2019年3月：34・35系統は平日朝晩の一部便を除き出町柳駅前発着から北大路バスターミナル発着に短縮された。なお、平日朝10時までの出町柳駅前発市原方面行きは北大路バスターミナルを経由しない[11]。
  - 2019年3月：36系統の一部を振り替える形で、快速35系統の運行が開始された[11]。出町柳駅 - 北大路新町間は、往路は烏丸北大路（北大路駅）のみ、復路は北大路バスターミナル・高野橋東詰のみ停車する。北大路バスターミナルでは乗車扱いを行わない。
  - 2020年3月：出町柳駅前発着は平日朝のみとなったため、出町柳駅前発の北大路バスターミナル乗り入れ便は無くなった。
  - 2021年3月20日：城山から市原へ一方向の区間便を設定する[15]。
  - 2024年3月20日：35系統は全便北大路バスターミナル発着に短縮された。また、34・35系統は土曜・休日の運転を止め、代替路線として国際会館駅前発着の54・特54系統を新設した。特54系統は二ノ瀬トンネルを通って貴船口を経由する[19]。
  - 2025年3月31日：34・54・特54系統の静原上の町 - 城山を廃止し、旧道からバイパスを経由する一方循環経路に変更する。出町柳駅前発の35系統を再度設定[32]。

### 西賀茂線

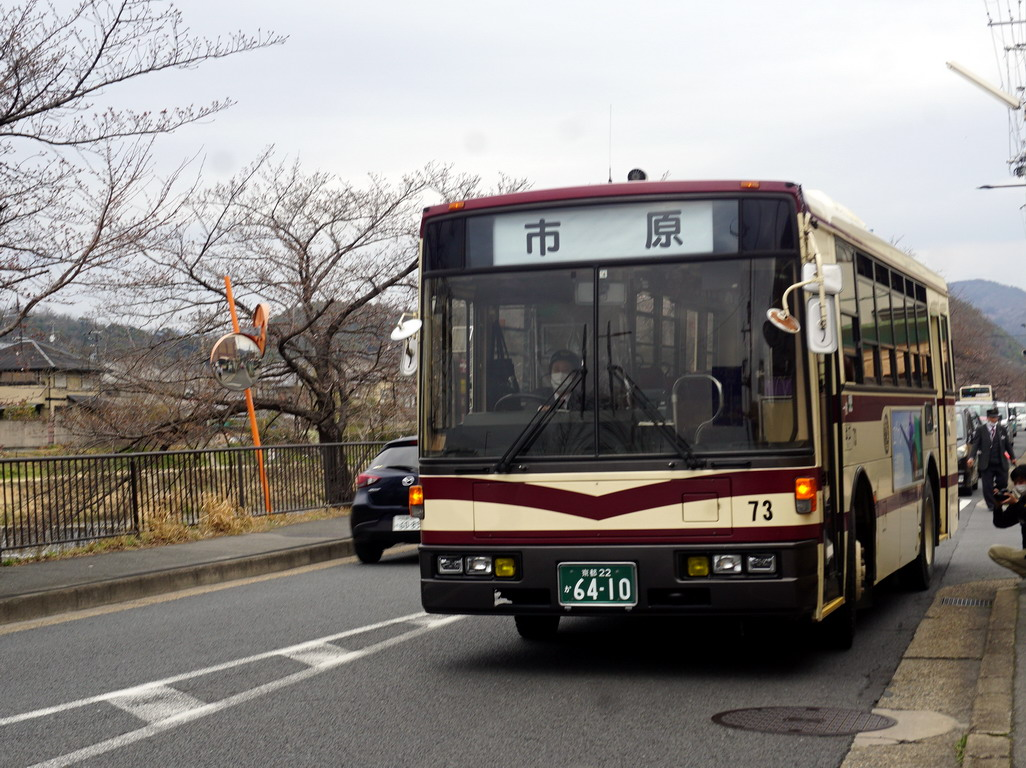
西賀茂線の市原行き（2021年3月20日撮影）

- 庫：市原 → 東北部クリーンセンター前 → 高橋 → 志久呂橋 → 西賀茂橋 → 上賀茂御薗橋 → 東元町 → 洛北高校前 → 高野車庫

2001年10月に運行開始。加茂川中学前 - 志久呂橋間は往路は鴨川東岸を、復路は西岸を走る。2017年3月18日実施のダイヤ改正により、平日のみ1往復の運行から土日祝日のみ1往復の運行となり、2018年の改正で休日ダイヤのみの運行となったあと、2020年ダイヤ改正より春分の日のみの運行となり、2022年ダイヤ改正で上賀茂西河原町経由の往路が廃止された。2019年3月から全線均一運賃区間内。

### 産大線・産大国際線
- 運行中の路線（2025年3月31日現在）
  - 北3：京都産大前 - 御薗口町 - 上賀茂御薗橋 - 上賀茂橋 - 東元町 - 北大路バスターミナル（平日の産大開校日のみ、京都市バスとの共同運行）
  - 30：京都産業大学前→上賀茂神社前→上賀茂橋→北山駅前→北大路駅前→出雲路橋→出町柳駅前 （出町柳駅行き1本、春分の日のみ）
  - 36：出町柳駅前 - 河原町今出川（出町柳駅行きのみ） - 出雲路橋 - 烏丸北大路（出町柳駅行きのみ） - 上賀茂橋 - 上賀茂神社 - 京都産業大学前
  - 直行36：出町柳駅 -  （直行） - 京都産業大学前（京産大休校日運休）
  - 40：国際会館駅前 - 長代南橋 - 京都精華大学前 - 地球研 - 京都産業大学前（ - 二軒茶屋 - 市原）
  - 特40：国際会館駅前 - 長代南橋 - 西幡枝 - 京都精華大学前 - 地球研 - 京都産業大学前
  - 直行40：国際会館駅前 - （直行、岩倉下在地町または幡枝経由） - 京都産業大学前（京産大休校日運休）
  - 50：国際会館駅前 - 長代南橋 - 京都精華大学前 - 地球研 - 二軒茶屋 - 市原
- 過去の路線
  - 38（産大-北山シャトル）：京都産業大学前 - 上賀茂神社前 - 上賀茂橋 - 北山駅前（2000年4月開設）[1]
  - 39：京都産業大学前 - 上賀茂神社前 - 北大路駅前 - 高野橋東詰 - 出町柳駅前 - 河原町今出川 - 四条河原町[33]

- 沿革
  - 2005年5月16日：30系統を新設する。[34]。
  - 2006年6月1日：宝ヶ池シャトルバスを40系統に改める（大学シャトルバスから一般路線バスへ変更）[35]。
  - 2007年2月17日：京都産業大学前 - 市原を延伸する。50系統を新設する[36]。
  - 2013年3月30日：40系統のうち、国際会館駅前発市原行きの設定を取りやめ、京都産業大学前 - 市原間は夕方以降の国際会館駅行きのみとする[37]。
  - 2017年3月18日：直行36系統を新設する[23]。土曜・休日ダイヤに1本のみ上高野発の40系統を新設する[38]。
  - 2019年12月27日：西幡枝を経由する特40系統を新設する。
  - 2021年3月20日：上高野発の40系統を廃止[39]。
  - 2024年3月20日：直行40系統のうち朝の一部便を岩倉下在地町経由から幡枝経由に変更する[40]。
  - 2025年3月31日：40系統の国際会館駅前発市原行きを再度設定する。50系統の一部便を川島織物セルコン経由に変更する。

本項目では、上記路線に加えて、京都バスが貸切輸送として行っている上賀茂シャトルバスと二軒茶屋シャトルバスにも触れる。
以前は地下鉄北山駅を結ぶ38系統、出町柳駅からさらに四条河原町を結ぶ39系統も運行されていた。
40系統はもともとスクールバスであったものを一般路線化したものである。2004年10月1日から宝ヶ池シャトルバスとして試験運行を開始したもので、経路は大学から二軒茶屋交差点を経て、幡枝葵森線を経由し国際会館駅に至る路線である。試験運行は2006年3月までの期間限定であったが、その後も設定が続けられ、2006年6月1日に京都バス40系統に変更となった。また、京都産業大学キャンパス内では産大〜国際会館駅前間の運賃190円が100円になる補助券が大量印刷されて置いてあったが、2012年3月31日をもって終了。新たに回数券が発売された。学生向けに得割定期券が販売されており、大学が年間約3000万円を補助して運賃を割り引いている。
運行ダイヤは京都産業大学のカレンダーにあわせて設定される。平日ダイヤについては授業のある平日はAダイヤ、授業がない平日はBダイヤの2パターンが用意されている。36系統・直行36系統（36系統と同経路の直行便）は主に午前中のみ運転される。40系統は終日運転され、2009年9月から40系統の増発扱いで国際会館駅前発産大行直行バスが授業のある平日朝に設定された。30系統は春分の日に限って朝に1本運転される。
特40系統は、岩倉幡枝町西部住民の要望を受けて京都市の「地域と連携したモビリティ・マネジメント事業」に採択され、幡枝町自治会・京都バス・左京区役所が協力してワークショップを実施するなどして運行を開始した路線である。
上賀茂シャトルバスと二軒茶屋シャトルバスは40系統と同様、授業に合わせたダイヤが組まれている。なお、上賀茂は2001年4月から京都バスが担当している。二軒茶屋は2000年4月から運行開始された。京都産業大学内の神山コロシアムは京都バスの車庫として利用されており、乗務員控室も設置されている。シャトルバスの運行は大学が年間約7600万円の費用を負担している（2016年）。通常は平日と土曜に運行されているが、行事がある場合はそのほかの日でも設定がある。なお、上賀茂シャトルは、嵐山営業所の車両が使用されている。
40・特40・50系統の国際会館駅前 - 地球研前では京都市の「敬老福祉乗車証」が利用できる。バス一日券は2019年3月から全線で利用可能になった。

### 大原鞍馬線
- 95（北山バーディ号）：大原 → 江文峠 → 静原学校前 → （バイパス） → しずはうす前 → 市原 → 貴船口 → 鞍馬（春分の日のみ1本運行）
  - 1986年11月：95系統の運行を開始。毎年春分の日から11月末までの休日に限って1日3往復の運転。
  - 1988年4月：大原 - 野村のルートを寂光院道経由から野村別れ経由に変更[1]。
  - 2011年：この年を最後に定期運行を終了。
  - 2012年：春分の日に鞍馬行きを1便のみ運行する形態とする。

公共交通機関では本路線以外の直通ルートがなく所要時間がかかる大原と貴船口･鞍馬を府道40号下鴨静原大原線経由で直接結んでいる。静原地域では集落がある旧道ではなくバイパスを経由している。
95系統は1986年に運行を開始し、毎年春分の日から11月末までの休日に限って1日3往復運転されていた。しかし観光シーズンの渋滞による遅延の頻発や乗客数の減少などにより、2011年を最後に定期運行が終了となった。京都バスでは、大原と鞍馬という2つの観光地が将来にわたって人気化する可能性を捨てきれない一方、路線自体を一旦廃止してしまうと復活させるのに自治体等との調整を要するなど手続きに手間と時間がかかることから、保有している路線免許の維持のため、現在は毎年春分の日に片道1本のみ、つまり年に1便だけ運行するダイヤとしている。このことが「幻のバス」として広く知られるところとなり、2015年と2016年に運行された際にはテレビのワイドショーでとり上げられ、いずれの運行でも乗客の多さから、急遽もう1台臨時便が用意される（2016年にはその両便とも満員になった）ほどだった。2017年3月から2024年3月まで大原 - 貴船口間でほぼ重複する55系統が運行されていたが、95系統は春分の日のみ大原 → 鞍馬 間片道1便の運行という形態のまま存続している。

### 鞍馬国際線

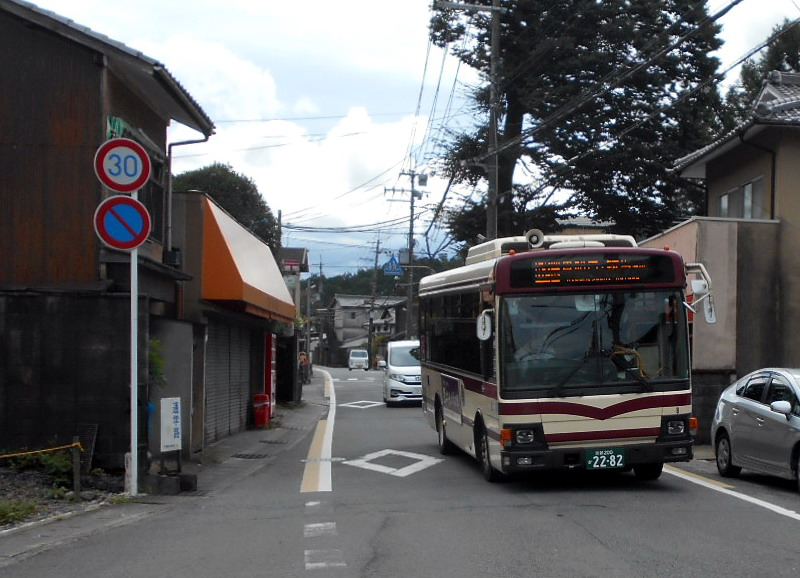
市原付近の鞍馬街道を行く52系統

- 52：国際会館駅前 - 一条山 - 京都精華大学前 - 地球研前 - 二軒茶屋 - 市原 - 二ノ瀬 - 貴船口 - 鞍馬 - 鞍馬温泉
- 52：（上高野 → ）国際会館駅前 - 一条山 - 京都精華大学前 - 地球研前 - 二軒茶屋 - 市原 - （トンネル） - 貴船口（ - 鞍馬）
  - 2012年5月1日：路線を新設。
  - 2013年3月30日：貴船口 - 鞍馬温泉間を延伸[49]。
  - 2017年3月18日：貴船口発着で二ノ瀬バイパス経由の便を新設[23]。
  - 2020年12月7日：鞍馬止めの便を新設する[50]。
  - 2021年3月20日：二ノ瀬バイパス経由の一部便を鞍馬まで延伸する[31][24]。
  - 2023年3月27日：二ノ瀬バイパス経由便を全て貴船口発着に短縮する[12]。
  - 2024年3月20日：土曜ダイヤで1本のみ上高野発貴船口行きの便を設定する[51]。
  - 2025年3月31日：一部便を川島織物セルコン経由に変更する。

これまで直通バスが無かった地下鉄国際会館駅から貴船地区へ直通している。そのため、京都駅や四条烏丸等の烏丸線沿線から貴船までのアクセスが改善された。また日中の50系統の代行の役割も兼ねており、市原・二軒茶屋地区の住民にとって市内中心部へ行く手段となっている。2013年3月30日に貴船口 - 鞍馬温泉間を延伸したほか、2017年3月18日には二ノ瀬バイパス経由の便を新設した。なお、二ノ瀬バイパス経由の便は二ノ瀬・上野中には止まらない。地球研前停留所以北では京都市の「敬老福祉乗車証」が利用できない。市原以南は均一運賃区間内。

### その他の路線
- 快速：京都駅前 → 四条河原町 → 京都市役所前 → 京大病院前 → 京大正門前 → 百万遍 → 出町柳駅前（休日1回）
  - 2022年3月20日：路線新設。京大快速の廃止により運行路線がなくなる区間をカバーする。路線新設時の経路は、三条京阪前 → 京都市役所前 → 京大病院前 → 京大正門前 → 百万遍 → 出町柳駅前[16]。土曜に1回運行。
  - 2025年3月31日：京都駅前 - 京都市役所前と出町柳駅前 - 高野車庫を延長する。休日に1回運行[21]。
- 臨：京都駅前 - 博物館・三十三間堂前 - 祇園 - （←四条京阪前・東山三条→） -  三条京阪前（京都市営バスと共同運行、多客時のみ）[12]

## 廃止路線

### 北陵高校線
- 20：一条山 - 長代南橋 - 国際会館駅前 - 一乗寺下り松町 - 銀閣寺道 - 出町柳駅前（1997年6月4日開設、2005年5月16日廃止[1]）[52]

### 幡枝線
- 27：北大路駅前 - 洛北高校前 - 深泥池 - 長代南橋 - 国際会館駅前 - 長谷別れ - 岩倉実相院[53]（2007年2月17日廃止）
- 28：北大路駅前 - （←東元町・府立大学正門前→） - 深泥池 - 長代南橋 - 国際会館駅前 - 長谷別れ - 岩倉実相院[54]（2007年2月17日廃止）
- 45：岩倉村松 → 岩倉中町 → 長谷別れ → 国際会館駅前 → 長代南橋 → 深泥池 → 洛北高校前 → 烏丸北大路 → 四条烏丸 → 京都駅前
- 46：国際会館駅前 → 長代南橋 → 深泥池 → 洛北高校前 → 烏丸北大路
- 国際会館駅前 - （←岩倉下在地町・長代南橋→）- 一条山[55]（2006年6月廃止[1]）
- 一条山 → 岩倉下在地町 → 国際会館駅前[56]
- 庫：高野車庫 → 京都コンサートホール前 → 植物園北門前（2007年2月17日新設[57]、2022年3月19日廃止[17]）

かつては烏丸通を南北に貫く系統で比較的本数が多かったが、京都市営地下鉄烏丸線の開業や延伸により環境が変化したのに伴い路線の改編および減便が繰り返され、2025年3月に休止された。また、かつては京都駅前から叡山電鉄木野駅前までの48系統が1時間に1本ほど運行されていた他、岩倉実相院発着の47系統も運行されていた。
深泥池停留所付近は狭隘路のため、誘導員が配置されていた。狭隘な道路を運行するため小型車や中型車が中心に使用されるが、朝や夕方を中心に大型車も使用されていた。
- 沿革
  - 1963年3月：路線開設（京都駅 - 同志社道）[1]。
  - 1964年12月：同志社道 - 木野を延伸。
  - 1976年現在：以下の路線を運行[7]。
    - 41：木野 - 烏丸車庫前 - 京都駅前
    - 43：博愛病院 - 烏丸車庫前 - 京都駅前

  - 1979年8月：幡枝 - 上高野 - 岩倉駅前 - 村松を延伸[1]。
  - 1995年4月：木野町（旧叡電木野駅） - 精華大学を延伸。
  - 1997年6月：28系統（北大路駅前 - （←東元町・府立大学正門前→） - 幡枝 - 木野町 - 十王堂橋 - 岩倉実相院）を新設する。24系統（北大路駅前 - 木野町 - 岩倉村松）、29系統（北大路駅前・前萩町 - 精華大学前）、および47系統（京都駅前 - 岩倉実相院）の各路線を廃止する。45系統は前萩町 - 府立大学前の経路を下鴨本通経由に変更する[8]。
  - 1997年12月：28系統の幡枝 - 岩倉農協前を国際会館駅前・長谷別れ経由に変更する。
  - 2007年2月17日：27、28系統を廃止する。
  - 2013年11月16日：45系統は土休日の京都駅前行きの一部を除いて運転を取りやめる。46系統は日中の一部便を岩倉村松から国際会館駅前発着に短縮する[58]。
  - 2018年3月17日：岩倉村松発着便の休日の運行を取りやめる。同時に全日において減便が行われる。
  - 2020年3月20日：46系統は烏丸北大路（北大路駅） - 国際会館駅前の運行となり、休日の運行を取りやめ。45系統は春分の日のみの運行となる[31]。
  - 2022年3月19日：45系統を廃止する[17]。　
  - 2024年3月20日：46系統を年1回（春分の日のみ）の運行に減便する[19]。
  - 2025年3月1日：46系統を休止する[20]。

2019年3月から全線均一運賃区間内。

### 岩倉東線
- 29：岩倉村松 → 長谷八幡宮 → 長谷別れ → 岩倉下在地町 → 国際会館駅前
  - 2000年1月20日：29系統を新設する。
  - 2007年2月17日：日中の運行開始。
  - 2018年3月17日：大幅減便。朝の国際会館駅前行きのみの運行となる[14]。
  - 2020年3月20日：平日・土曜の日中4往復運行となる。
  - 2021年3月20日：土曜の運行を取りやめる[15]。
  - 2024年3月20日：年1回（春分の日のみ）の運行に減便する[19]。
  - 2025年3月1日：休止する[20]。

### 雲ケ畑線

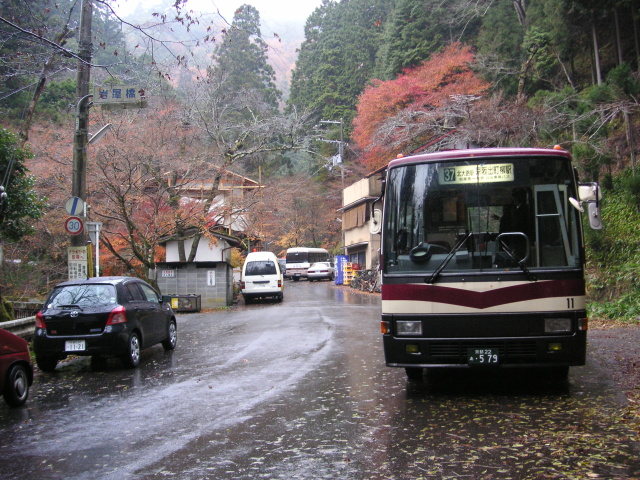
雲ケ畑岩屋橋バス停

- 37：出町柳駅前 - 高野橋東詰 - 北大路駅 - 北大路堀川 - 柊野別れ - 雲ケ畑岩屋橋
- 37：北大路駅 - 北大路堀川 - 柊野別れ - 雲ケ畑岩屋橋
- 庫：高野車庫 - 北大路駅 - 北大路堀川 - 柊野別れ - 雲ケ畑岩屋橋
  - 1930年11月：井幡利太郎が植物園と雲ケ畑を結ぶバスを開業[59]。
  - 1933年9月：雲ケ畑バスが設立[1]。
  - 1938年8月：鞍馬自動車が雲ケ畑バスを合併。
  - 昭和10年代：鞍馬自動車が、植物園 - 雲ヶ畑を運行[13]。
  - 1946年11月末：京都バスが発足し、雲ヶ畑線として植物園 - 雲ヶ畑を運行。
  - 1948年10月：三条京阪まで延伸。
  - 1956年5月：岩屋橋 - 岩屋山を延伸。
  - 1971年2月：岩屋橋 - 岩屋山を休止（1972年2月廃止）。
  - 1974年11月：柊野別れ - 柊野を賀茂川堤防沿いに変更。
  - 2012年3月31日：同日の運行をもって路線廃止。

マイクロバスで運行されていた。山間部の柊野 - 雲ケ畑岩屋橋は自由乗降区間となっている。2012年3月31日をもって運行を終了し、翌4月1日からは雲ケ畑バス「もくもくバス」（ジャンボタクシー）が運行を開始した（運行はヤサカ自動車に委託）。

### 幡枝循環線
- 48：国際会館駅前 → 幡枝（妙満寺）→ 北稜高校前 → 幡枝八幡宮 → 西幡枝 → 幡枝くるすの公園前 → 幡枝 → 国際会館駅前

西幡枝地区の住民輸送を目的に、2020年3月20日より運行を開始した。路線開設時は午前便が反時計回り、午後便が時計回りだったが、2021年3月の改正時に反時計回りのみの運行になり、減便された。2022年3月のダイヤ改正により廃止され、以降西幡枝地区は特40系統のみ運行している。
- 2020年3月20日：路線新設。
- 2022年3月19日：路線廃止[62]。

全線均一区間内。

### 貴船大原線
- 55：大原 - 江文峠 - 城山 - しずはうす前 - 市原 - （二ノ瀬バイパス） - 貴船口
  - 2017年3月18日：運行開始[23]。
  - 2021年3月20日：平日運行を取りやめる[15]。
  - 2024年3月20日：路線廃止[19]。

55系統は、2017年3月18日実施のダイヤ改正に伴い新設された路線。春分の日のみ運行の95系統とは異なり、土曜・休日に3往復運行される。95系統とは若干ルートが異なり、静原学校前 - しずはうす前 間は静原新道ではなく集落の間を縫って走る旧道を通る一方で、市原 - 貴船口間は二ノ瀬バイパスを通り、上野中と二ノ瀬は通らないといった点も異なる。

### 白川線
- 55 四条河原町 - （←三条京阪前・河原町御池→） - 川端丸太町 - 出町柳駅前 - 銀閣寺道 - 修学院道 - 松ヶ崎海尻町（松ヶ崎駅） - 左京区総合庁舎前 - 高野車庫
  - 2005年5月16日：路線を新設[63]。
  - 2006年10月1日：ダイヤ改正（減便）。
  - 2011年5月7日：ダイヤ改正（減便）。
  - 2012年5月1日：路線を廃止。

嵐山営業所と共管していた。
2005年5月16日に新設された。市営バス5号系統が京都市営地下鉄烏丸線全線開業に伴って減便された後、松ヶ崎海尻町（松ヶ崎駅）を起点に新設され、四条河原町まで運行されていた。系統新設時には1時間あたり3〜5本の運行であったが、2006年10月1日からは1時間あたり2本程度に減便された。さらに2011年5月6日からは平日の一部の時間帯および土曜、休日は毎時1本に減便された。同時に、左京区総合庁舎前を経由して高野車庫まで延伸された。なお、四条通・三条通周辺は、三条京阪を起終点とする岩倉線・花園線や市営バス各路線とは逆の経路で運行していた。

### 左京区総合庁舎循環線
- 56 (反時計回り→)出町柳駅前 - 銀閣寺道 - 修学院道 - 松ヶ崎海尻町（松ヶ崎駅） - 左京区総合庁舎前 - 高野橋東詰 - 出町柳駅前(←時計回り)
  - 2012年5月1日：路線を新設。ただし、土曜･休日ダイヤでは時計回りの運行はない。
  - 2013年11月16日：平日の反時計回りのみの運転となる[58]。
  - 2016年3月23日：全区間均一区間となる。
  - 2016年4月1日：平日の午前中の3本のみとなり、そのうち2本は出町柳駅前ターミナルで運転が打ち切られる。
  - 2017年3月18日：利用者僅少のため廃止[23]。

2012年5月1日に、白川線に代わり、左京区総合庁舎・松ヶ崎・修学院地域への路線として新設された。それまでの白川線55系統と異なり四条河原町・三条京阪方面は経由しない。
循環運転であったが、半数は出町柳駅前ターミナルで運転が打ち切られるダイヤで、また土曜・休日ダイヤでは、時計回りの運転はなかった。
しかし、ダイヤ改正毎に運行が縮小され、2017年3月18日のダイヤ改正で利用者僅少であるとして廃止された。
これに伴い松ケ崎海尻町～松ケ崎橋間の東行区間は休止路線となる（西行区間は運行されている）。
また、本路線のみの経路であった、松ヶ崎通の北山通 - 北大路通間は新たに、高野岩倉入庫線（宝ヶ池公園経由）の経路となった。

### その他の路線
- 一乗寺線：三条京阪前 - 高野橋東詰 - 一乗寺下り松町
  - 1956年8月：運行開始[1]。
  - 1969年1月16日：運行休止（同年12月25日廃止）[7]。
- 修学院線：四条大宮 - 河原町御池 - 修学院道
  - 1962年12月：河原町御池 - 修学院道間で運行開始[1]。
  - 1964年4月：四条大宮 - 堀川通 - 河原町御池を延伸。
  - 1965年8月：路線休止（1968年8月廃止）。
- 京大快速：京都駅前 - 四条烏丸 - 烏丸御池 - 京都市役所前 -（←出町柳駅前・京大正門前→）百万遍（2018年3月19日運行開始、2020年3月19日廃止）
  - 京都市営バス横大路営業所との共同運行。
- （市原葵森線）：市原 → 二軒茶屋 → 地球研前 → 一条山 → 国際会館駅前 → 宝ヶ池 → 修学院駅前 → 高野車庫 → 高野橋東詰 → 出町柳駅前（土曜１本、2024年3月20日廃止[40]）